# Історія освоєння мінеральних ресурсів Марокко

Історія освоєння мінеральних ресурсів Марокко
На території країни знайдена бронзова і мідна зброя, виготовлена з місцевої сировини ще у II тис. до РХ Відомі срібні і мідні копальні на півдні країни, які експлуатувалися в перші століття по Різдву. Після утворення ісламських держав (VIII ст.) починається інтенсивний культурний і технологічний підйом Марокко (у тому числі — розвиток гірництва). Видатний арабський географ аль-Якубі наприкінці IX ст. сповіщав про родовища золота на південному сході країни (область Дра), інші арабські письменники IX — XIII ст. свідчили про срібні рудники (найбільші з них — Авам, Згундер, Тамедульт). Мідь видобували на півдні — в районі Сиджильмаси та в провінції Сус. Руди найбільшої якості розробляли в басейні річки Умм-ер-Рбія.
Писемні арабські джерела, а також виявлені археологами залишки шахт, штолень, плавильних печей, свідчать про наявність різноманітних способів розробки надр. У Х — XIII ст. тут існували два типи рудників: великі копальні благородних металів, які контролювалися державою, і дрібні розробки, що належали племенам і окремим сім'ям.
Технологія розробки місцями випереджала тогочасні європейські методи. Для водовідливу використовували норії з приводом від водяного колеса. Експлуатацію починали зазвичай траншеєю, що досягала глибини 15-20 м. При більш глибокому заляганні рудних жил копали вертикальний колодязь до їх основи і вели видобуток за підняттям, розширюючи виробку до утворення камери. Для опори частину руди залишали в ціликах. Для інтенсифікації повітряного потоку в донній частині «вентиляційного» стовбура запалювали багаття. Найбільші рудники, що розташовувалися на гірських схилах, являли собою складний комплекс розгалужених виробок: штолень, спусків, стовбурів і камер.
У XIV — XV ст. гірництво частково занепадає, що пов'язано з виснаженням родовищ, недостатньою кількістю деревини, конкуренцією з корисними копалинами Європи. Втім, продовжували видобувати руди міді в Антиатласі, свинцю і стибію — біля підніжжя Атлаських гір, мармур — в горах Хантата (поблизу м. Марракеш), сіль — на північному узбережжі країни.
У XVIІ-XVIII ст. видобували руди міді, свинцю і олова (Ульмес). Марокканське олово довгий час успішно конкурувало з британським, але після англійської промислової революції поліметалічні рудники Марокко втратили конкурентоспроможність (давались взнаки архаїчна гірнича техніка й політична дестабілізація країни). У XIX ст. Гірничодобувна промисловість вступає в період занепаду.
В XX ст. були відкриті родовища фосфоритів в районі Мескала (1905—1908 рр.), на Плато Фосфатів (Хурібга, 1912—1917 рр., Юсуфія — 1930 р., Бен-Герір — 1963 р.). Марокко в XX ст. залишалось серед світових лідерів з видобутку фосфоритів. Крім того, видобуток нафти в країні вівся з 1924 р., свинцево-цинкових руд і золота — з 1920 р., кобальтових родовищ — з 1932 р.
На кінець XX ст. в країні відкриті і розвідані родовища нафти, природного газу, вугілля і горючих сланців, руд урану, заліза, мангану, кобальту і нікелю, вольфраму, молібдену і олова, міді, свинцю і цинку, стибію, ртуті, золота і срібла, рідкіснометалічних і слюдяних пегматитів, а також азбесту, бариту, бентонітових глин, гіпсу, ангідриту, діатоміту, магнезиту, піротину, кам'яної і калійної солей, флюориту і фосфоритів. У 1990-і роки частка гірничодобувної промисловості у ВВП становила 3 %. Марокко поряд зі США займає провідне місце по видобутку фосфоритів, продукує свинець і барит в концентратах, срібло і флюорит. Промислове значення мають родовища залізняку, свинцю, марганцю, кобальту, міді, цинку. В кінці XX ст. на гірничодобувну галузь припадало близько 25 % загального обсягу промислової продукції країни. Працюють підприємства гірничорудної, гірничохімічної і паливної галузей, підприємства по видобутку неметалічної сировини і будівельних матеріалів. Частка фосфоритових підприємств в гірничій промисловості 70-90 %. Крім нафти, азбесту, графіту, каоліну і деяких будівельних матеріалів країна забезпечує себе мінеральною сировиною. Значна частина продукції експортується (1/3 всіх валютних надходжень від експорту), основний експорт — фосфати, концентрати руд кольорових металів.
Підготовку кадрів гірничо-геологічного профілю здійснюють в Національній школі гірничодобувної промисловості (м. Рабат) та Інженерній школі в м. Мохаммедія.